# Agalenocosa subinermis
Agalenocosa subinermis är en spindelart som först beskrevs av Simon 1897.  Agalenocosa subinermis ingår i släktet Agalenocosa och familjen vargspindlar. Inga underarter finns listade i Catalogue of Life.